# Heroïnes de Sálvora

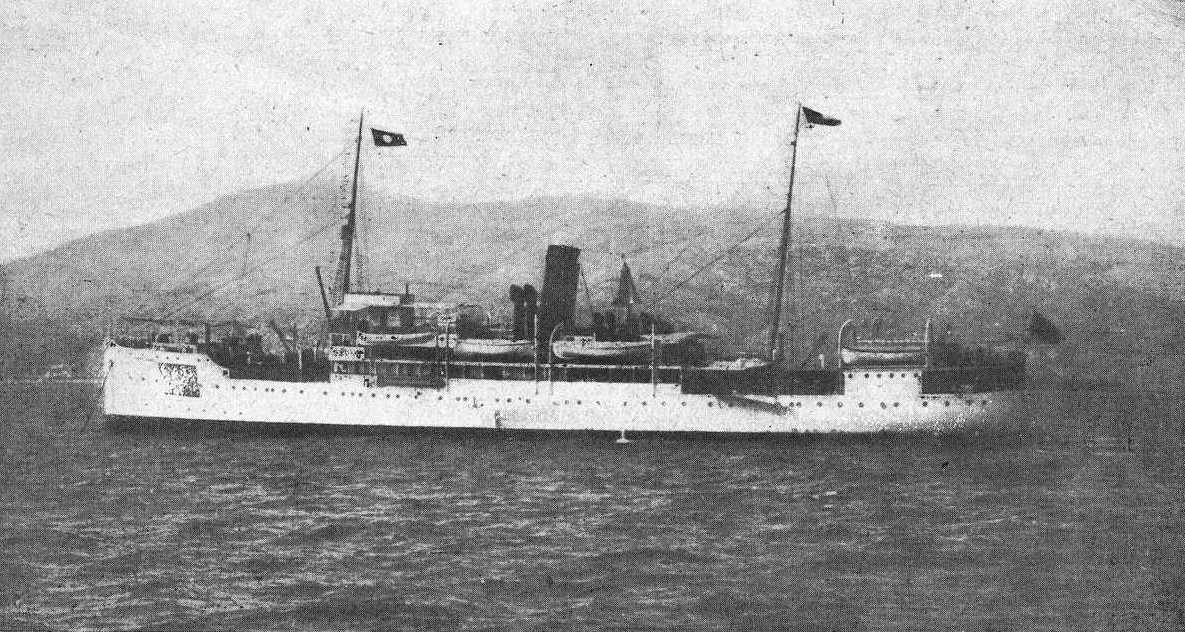
El vapor Santa Isabel als estuaris gallecs.

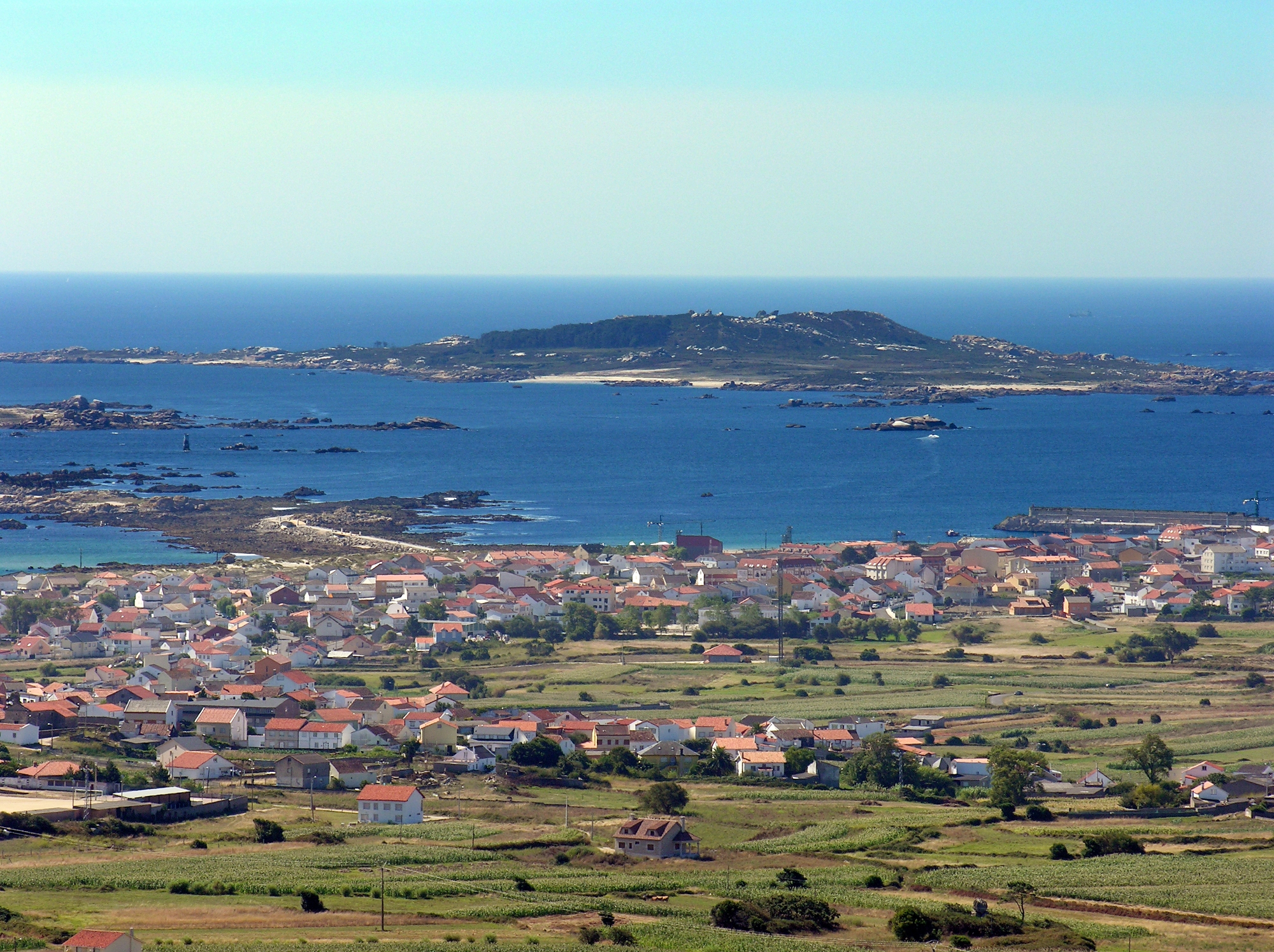
En primer pla, Carreira i Aguiño. Al fons, l'illa de Sálvora.

Heroïnes de Sálvora és el nom amb el qual van ser reconegudes Josefa Parada, Cipriana Oujo Maneiro i Maria Fernández Oujo, que el gener de 1921 tenien entre 14 i 24 anys, pel salvament marítim de 58 persones arran de l'enfonsament del vaixell correu (vapor) Santa Isabel, ocorregut el 2 de gener de 1921.
El 2 de gener de 1921 el vaixell correu Santa Isabel intentava refugiar-se de nit en la ria d'Arousa, però, massa a prop de l'illa de Sálvora, xocà contra els baixos de Meixides. A conseqüència del naufragi va morir 213 persones i 58 van ser salvades per la intervenció de les heroïnes de Sálvora. Les noies van fer 4 viatges amb una barca de pesca en mig d'un gran perill.
Van ser objecte d'homenatges i reconeixements, però també de calúmnies. El 2019 es va iniciar un projecte per portar la seva història al cinema. L'any següent es va estrenar la pel·lícula, titulada L'illa de les mentides dirigida per Paula Cons.